# Alte Elementarschule Gernrode

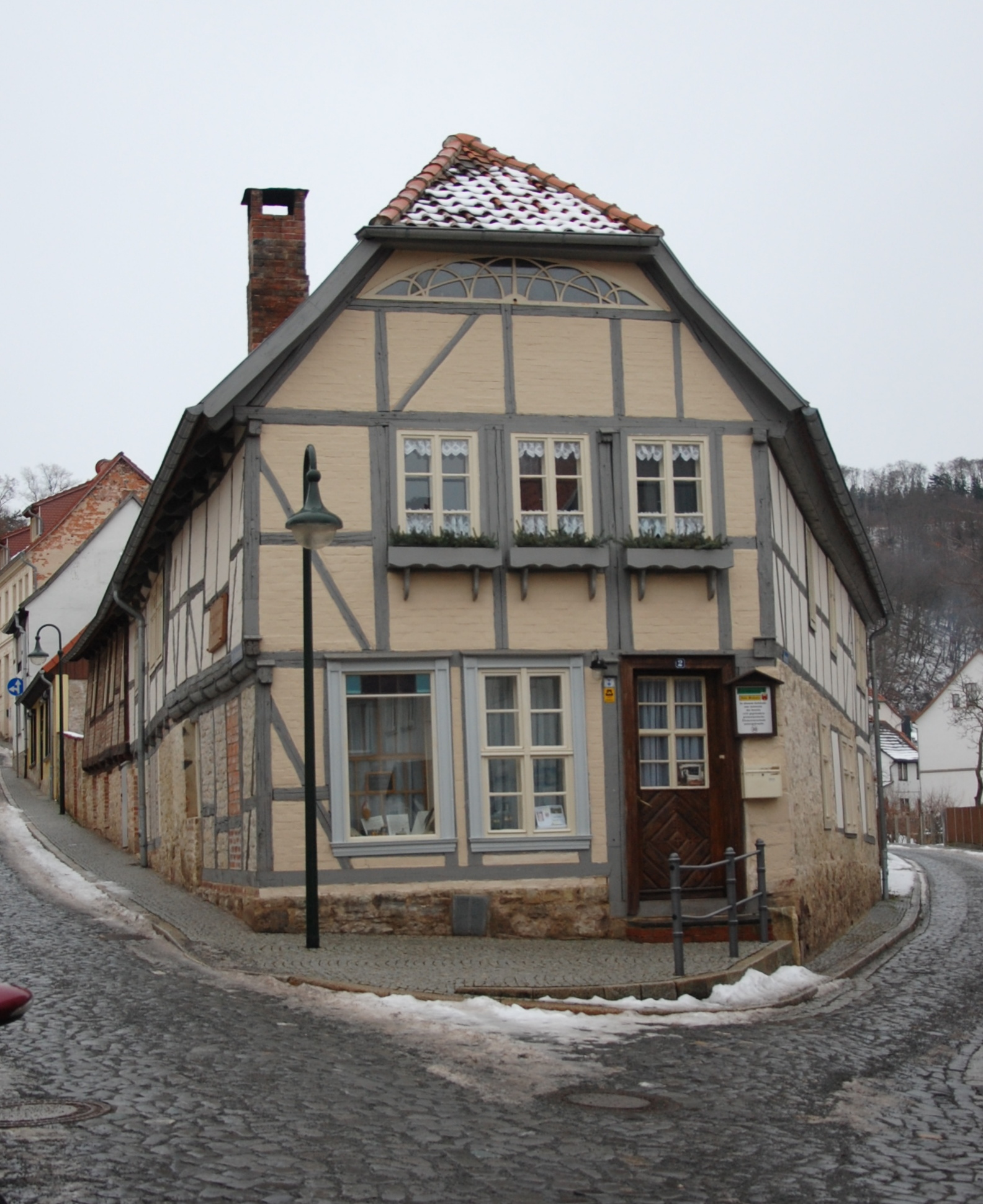
Alte Elementarschule Gernroden (2014)

Die Alte Elementarschule Gernrode ist ein denkmalgeschütztes Gebäude in dem zur Stadt Quedlinburg in Sachsen-Anhalt gehörenden Ortsteil Stadt Gernrode. Das Haus wird als Schul- und Stadtmuseum sowie für Ausstellungen und Veranstaltungen genutzt.

## Lage
Er befindet sich im westlichen Teil der Gernröder Altstadt an einer Straßengabelung an der Adresse Sankt-Cyriakus-Straße 2 und ist im örtlichen Denkmalverzeichnis als Schule eingetragen.

## Architektur und Geschichte
Das zweigeschossige Fachwerkhaus wurde 1533 als Schule erbaut. Der Bau wurde von der Äbtissin Anna von Plauen gefördert, die vom Prediger Stephan Molitor unterstützt wurde. Zunächst stand die Unterrichtung der lateinischen Sprache im Vordergrund. Der Schulbesuch war zunächst nur für Jungen möglich. Als erster Rektor und Kantor war Petrus Eilemann tätig. Er wurde von einem Koordinator unterstützt. Von 1553 bis 1570 war Andreas Popperodt Rektor. In dieser Zeit waren an der Schule vier Lehrer tätig. Ab 1572 wurde die Schule als Elementarschule betrieben und Schreiben, Lesen, Rechnen, Zeichnen, Religion und Gesang unterrichtet. In diesem Jahr erließ Fürst Joachim Ernst von Anhalt die erste Schulordnung für die Elementarschule. Für 1585 wird auch eine Mädchenklasse erwähnt. Die Geschlechter wurden getrennt unterrichtet, eine Differenzierung nach Altersklassen erfolgte nicht. 1846 wurde die Schule geschlossen. Der Tischlermeister erwarb das Grundstück, in der damals noch als Schulstraße bezeichneten Straße.
1884 veräußerte Würfel das Gebäude an den Kohlenhändler Hartmann. Sein Schwiegersohn Carl Kellner richtete später im Haus ein Uhrengeschäft ein. Sein Sohn Hermann Kellner eröffnete ein Optikergeschäft mit Reparaturwerkstatt. An der Nordseite des Hauses besteht eine schmale Schaufassade im Stil des Klassizismus. So erfolgte der Einbau eines Schaufensters sowie von Lünettenfenstern in diesem Stil.
Im Inneren des Gebäudes geht die Erscheinung zum Teil noch auf das 16. Jahrhundert zurück. Dies betrifft vor allem den Kellerhals und die Raumgliederung. Im Erdgeschoss des Gebäudes befindet sich ein historischer Schulraum, der mit Schulinventar aus dem 19. und 20. Jahrhundert bestückt ist. In der oberen Etage befinden sich Ausstellungs- und Versammlungsräume. Noch bis Anfang des 21. Jahrhunderts wurden die Räumlichkeiten zum Teil für Wohnzwecke genutzt. 1982 erfolgte die Aufnahme des Hauses in die Denkmalliste des Kreises Quedlinburg.
1998 erwarb der am 23. Januar 1998 gegründete Gernroder Kulturverein Andreas Popperodt e.V. das Grundstück mit dem Ziel, das Gebäude zu sanieren. Die Nutzfläche wird mit 360 m² angegeben. Auf dem Hof bestand eine Scheune, die wegen Einsturzgefahr noch 1998 abgerissen wurde. Die Fläche wird als Veranstaltungshof genutzt. Im Laufe des Oktober 2004 erfolgte eine Neueinzäunung des Grundstücks durch Errichtung eines Lattenzauns entlang der Klosterstraße.
Im August 2005 wurde am Haus das Schild Schul- und Stadtmuseum Alte Elementarschule angebracht. Die im Gebäude befindliche Ausstellung wird um Informationen zu Mohs und Moldenhauer erweitert. Im April 2006 erfolgte die Freilegung eines Gewölbekellers. 2008 wird im Erdgeschoss ein historischer Kachelofen aufgebaut. Seine Beheizung erfolgt aus einem ehemals als Schwarze Küche genutzten Raum.
Im hinteren Teil ist das Grundstück durch Bruchsteinmauern abgegrenzt.